# Alice Jill Edwards

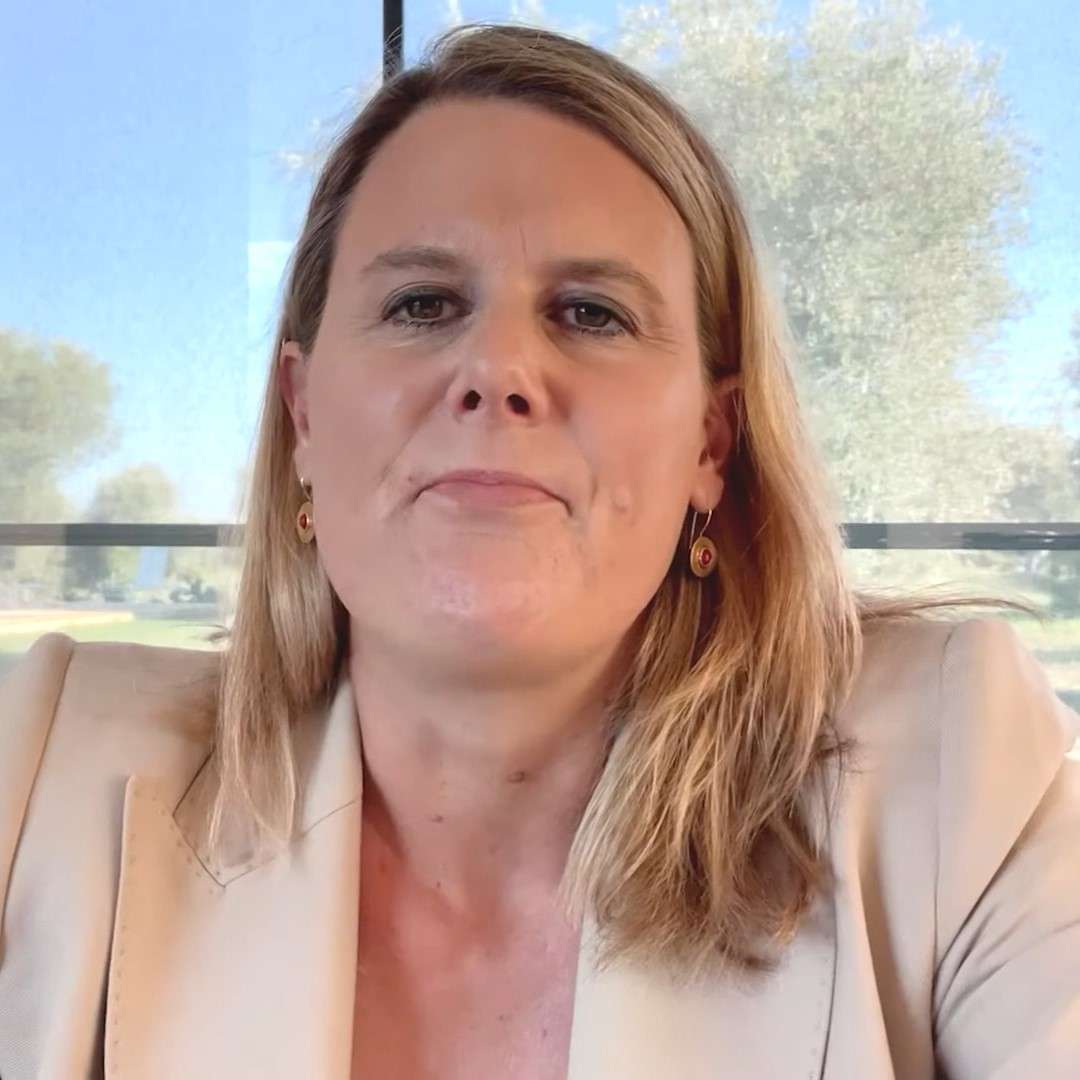
Alice Jill Edwards (2022)

Alice Jill Edwards (geboren vor 2000) ist eine australische Juristin und Rechtswissenschaftlerin mit Spezialisierung auf Internationales Recht. Seit 2022 ist sie UN-Sonderberichterstatterin zu Folter und andere grausame, inhumane und entwürdigende Behandlungen oder Bestrafungen. 

## Ausbildung
Edwards hat in Australien die Zulassung als Barrister und Solicitor. Sie absolvierte ein Grundstudium als Bachelor of Laws mit Auszeichnung und Bachelor of Arts an der University of Tasmania. Am René Cassin International Institute for Human Rights in Straßburg erwarb sie ein Diplom in Internationalem und vergleichendem Recht. An der University of Nottingham schloss sie ein Studium als Master of Laws mit Auszeichnung in Public International Law ab. An der Australian National University in Canberra promovierte sie ebenfalls über ein Thema in Public International Law.

## Karriere
Nach ihrem Studium arbeitete Alice Jill Edwards zunächst für Amnesty International und eine Entwicklungs-NGO in Mosambik.
Von 2006 bis 2009 arbeitete sie als Dozentin in Nottingham, von 2009 bis 2010 in Oxford. Derzeit (Stand: Januar 2023) ist sie Lehrbeauftragte für den Masterstudiengang in Menschenrechtsrecht an der University of Oxford.
Von 2010 bis 2015 war sie Leiterin der Sektion Protection Policy and Legal Advice (dt.: Schutzmaßnahmen und Rechtsberatung) im Büro des Flüchtlingshochkommissars der Vereinten Nationen (UNHCR) in Genf. Dort war sie unter anderem für die Formulierung internationaler Flüchtlingsrechtsstandards, die strategische Ausrichtung und die Umsetzung der globalen Strategie des UNHCR zuständig. Sie entwickelte einen Aktionsplan zur Unterstützung von Regierungen im Umgang mit Asylsuchenden mit dem vorrangigen Ziel Alternativen zu einer routinemäßigen Inhaftierung zu etablieren. Auch entwickelte sie die erste Reihe von Leitlinien zur Verhinderung von geschlechtsspezifischer Verfolgung.
Von 2016 bis 2021 leitete Edwards das Sekretariat der Convention against Torture Initiative (CTI), einer globalen, regionenübergreifenden diplomatischen Initiative der Regierungen Chiles, Dänemarks, Fidschis, Ghanas, Indonesiens und Marokkos, die das Ziel hat, dass die UN-Antifolterkonvention (engl.: UN Convention against Torture and Other Cruel, Inhuman or Degrading Treatment or Punishment) (UNCAT) weltweit ratifiziert und implementiert wird. Während ihrer Amtszeit schlossen sich 15 weitere Staaten der Konvention an und begannen mit ihrer Umsetzung. Die Ratifizierungsquote der UNCAT liegt mit 173 Staaten deutlich über der der meisten anderen Menschenrechtsverträge.

### Tätigkeit als UN-Sonderberichterstatterin
Im Juli 2022 wurde Edwards zur UN-Sonderberichterstatter über Folter ernannt und trat damit die Nachfolge Schweizers Nils Melzer an. In dieser Funktion veröffentlichte sie jedes Jahr zwei Berichte über Folter und verwandte Themen. Eingeleitet wurde ihre Tätigkeit als Berichterstatterin 2022 mit einem „Visionsbericht“, in dem sie erläuterte, was sie sich für ihre Amtszeit vorgenommen hatte. Sie kündigte an, ihren Fokus sowohl auf aktuelle Themen als auch auf bewährte Praktiken bei der Kriminalisierung und Strafverfolgung von Folter legen zu wollen, womit sich auch ihr nächster Bericht befassen solle. Dieser erschien wie angekündigt als Edwards zweiter Bericht (2023/1); ähnlich thematisierte Edwards vierter Bericht (2024/1) bewährte Praxis beim Management von Justizvollzugsanstalten.
In ihrem ersten Themenbericht (2023/2) befasste sie sich mit dem Zusammenhang von Folter und Waffenhandel. Edwards trug eine Liste von 20 Gegenständen zusammen, die per se als Folterinstrumente einzustufen seien (Beispiele: Nilpferdpeitsche, Tigerstuhl, Zwangsbett, …). Sie forderte herstellende Unternehmen dazu auf, die Produktion derselben einzustellen, und empfahl, sie durch Entwicklung neuer rechtlicher und wirtschaftlicher Maßnahmen vom internationalen Handel auszuschließen.
Edwards zweiter Themenbericht (2024/2) knüpfte an ihr Buch Violence against Women under International Human Rights Law an, in dem sie Vergewaltigung und sexualisierte Gewalt als Foltermethode eingestuft hatte, und widmete sich dem Thema sexualisierte Kriegsgewalt. Auch diese wertete sie als Foltermethode und forderte abschließend eine Nulltoleranzstrategie von Staaten sowie den Ausbau der Infrastruktur zur Fürsorge an Überlebenden sexualisierter Folter.

Bericht 2025/1 argumentierte, dass Geiselnahmen grundsätzlich als Form der Folter einzustufen seien – unabhängig davon, ob zusätzlich konkrete körperliche oder psychische Misshandlungen vorlägen. Auch das Leid der Angehörigen im Fall des Verschwindenlassens sei als Folter zu bewerten. Laut der Israeli Public Broadcasting Corporation entstand er in Reaktion auf die Geiselnahmen der Hamas während des Terrorangriffs auf Israel 2023 und infolge intensiver Einflussnahme des israelischen Hostages and Missing Families Forum. Nach Ankündigung des Berichts kündigten palästinensische Menschenrechts- und zivilgesellschaftliche Organisationen Edwards die Zusammenarbeit auf, da sie zugleich die gut dokumentierte israelische Folter von Palästinensern weitgehend ignoriert und gemeinsame Stellungnahmen anderer Sonderberichterstatter hierzu mehrfach nicht mitgetragen habe.

### Weitere Tätigkeiten und Mitgliedschaften
Edwards ist als Beraterin von Regierungen, internationalen und regionalen Gremien, nationalen Institutionen und der zivilgesellschaftlichen Institutionen tätig, um die Ergebnisse in den Bereichen Strafjustiz, Polizei und Strafverfolgung, Militär und Sicherheitsdienste, Einwanderung, Asyl, Staatenlosigkeit, Menschenhandel, Diskriminierungsrecht und Strafvollzugsnormen zu verbessern.
Sie ist unter anderem Verfasserin von Hintergrundpapieren für den UN-Ausschuss für die Beseitigung der Diskriminierung der Frau (CEDAW), war Mitglied der beratenden Ausschüsse für die Überarbeitung des Istanbul-Protokolls (zur Untersuchung und Dokumentation von Folter) und der Méndez-Prinzipien (für wirksame Befragungen im Rahmen von Ermittlungen und Beweiserhebungen).
Sie ist leitende Forscherin der Refugee Law Initiative, University of London, ist Fellow des Human Rights Law Centre in Nottingham und der McLauglin School of Public Policy der York University in Toronto.
Edwards ist Mitglied im wissenschaftlichen Beirat führender Fach-Zeitschriften wie der Migration Studies oder des Open-Source-Journals Torture Journal.

## Wirkungen
Ihre wissenschaftliche Arbeit wurde von Gerichten und Tribunalen in vielen Bezügen zitiert und beeinflusste die Entwicklung des internationalen Rechts. Ihre juristischen Argumente zur Anwendung des Fakultativprotokolls zum Übereinkommen gegen Folter und andere grausame, unmenschliche oder erniedrigende Behandlung oder Strafe (OPCAT) (engl.: UN-Fakultativprotokoll zum Übereinkommen gegen Folter) auf Haftanstalten für Einwanderer und Flüchtlinge, wurden von den Vereinten Nationen und internationalen Organisationen, Regierungen, Gerichten und zivilgesellschaftlichen Akteuren umfassend genutzt. Ihre Arbeit an der Konzeption und Steuerung der mehrjährigen Globalen Strategie des UNHCR – Beyond Detention – wurde als „Blaupause für die Menschenrechtsarbeit“ bezeichnet.
Zu den bekanntesten Arbeiten von Edwards gehört ihr bahnbrechendes juristisches Argument, das heute weltweit als Lehrmeinung akzeptiert wird, dass Vergewaltigung und sexualisierte Gewalt Formen von Folter und Verfolgung sind, und Hunderttausenden von Opfern die Möglichkeit gibt, Schutz im Rahmen der Genfer Flüchtlingsabkommen von 1951 zu beantragen. Darüber hinaus wurden ihre Bemühungen in Bosnien und Herzegowina Ende der 1990er Jahre, angemessene langfristige Nachkriegslösungen für weibliche Opfer von Kriegsgewalt und ihre Familien zu finden, in die operative Praxis der Vereinten Nationen und die Politik der Staaten übernommen. Wesentliche Teile ihrer Feldforschung flossen in ihr einflussreiches Buch „Violence against Women under International Human Rights Law“ (2011) ein.

## Auszeichnungen
- 2017 UTAS Foundation Graduate Award[2]
- 2008 Audre Rapoport Prize for Scholarship on the Human Rights of Women[16]

## Privates
Skye-Jilly Edwards ist Alice Jill Edwards Schwester, sie war ein bekanntes australisches Modell, das 1994 in Istanbul zur Miss Globe International gewählt wurde. Alice Jill Edwards spricht neben Englisch und Französisch auch Portugiesisch.

## Publikationen (Auswahl)
- mit Carla Ferstman (Hrsg.): Human Security and Non-Citizens: Law, Policy and International Affairs, Cambridge University Press, Cambridge, 2010 ISBN 978-0-521-51329-6
- Violence against Women under International Human Rights Law Cambridge University Press, 2010
- mit L. V. Waas: Nationality and statelessness under international law Cambridge University Press 2014
- mit Volker Türk, Cornelis Wouters (Hrsg.) In Flight from Conflict and Violence - UNHCR's Consultations on Refugee Status and Other Forms of International Protection Cambridge University Press 2017